# Галушкін Юрій Алімович
Ю́рій Алі́мович Галу́шкін (нар. 26 червня 1971, м. Хорол, Полтавська область, УРСР) — український військовослужбовець, бригадний генерал Збройних сил України, в.о. командувача Високомобільних десантних військ (2014—2015), начальник повітрянодесантної служби ДШВ ЗСУ (2015—2019), керівник Головної інспекції Міністерства оборони України (2019—2021), командувач Сил територіальної оборони України (1 січня — 15 травня 2022). учасник російсько-української війни. Повний лицар ордена Богдана Хмельницького.

## Життєпис
У 1988 році закінчив середню школу. З 1988 по 1992 роки навчався в Полтавському вищому зенітному ракетному командному училищі.
У 2004 році закінчив Національну академію оборони України за спеціальністю «Бойове застосування та управління діями підрозділів (частин, з'єднань) Сухопутних військ», де здобув кваліфікацію офіцера військового управління оперативно-тактичного рівня.
У 2001—2002 брав участь у міжнародній миротворчій операції в Косові (Югославія).
У листопаді 2013 — заступник командувача Високомобільних десантних військ.

### Російсько-українська війна
З 2014 року брав участь у Антитерористичній операції (Операції об'єднаних сил) на території Донецької та Луганської областей.
З червня 2014 р. до січня 2015 р. виконував обов'язки командувача Високомобільних десантних військ (на той час входили до складу Сухопутних військ Збройних Сил України). Після того, як ВДВ стали окремим родом військ, призначений заступником командувача.
У грудні 2019 року призначений Головним інспектором Міністерства оборони України, з середини 2020 — на посаді заступника Головного інспектора.
5 грудня 2020 року Указом Президента України присвоєно звання бригадного генерала.
1 січня 2022 року призначений Командувачем Сил територіальної оборони Збройних Сил України.
15 травня 2022 року звільнений з посади Командувача Сил територіальної оборони ЗСУ.
16 травня 2022 року призначений заступником начальника Головного управління Військової служби правопорядку Збройних Сил України.
3 квітня 2024 року призначений командувачем оперативно-тактичного угруповання військ «Харків», 10 травня, після початку російського наступу в Харківській області, знятий з посади; його місце посів Михайло Драпатий.

## Розслідування
20 січня 2025 року ДБР та СБУ затримали Галушкіна за підозрою у недбалості під час оборони півночі Харківської області в травні 2024 року. 21 січня 2025 року Печерський районний суд міста Києва заарештував Галушкіна з заставою в 5 млн грн, його відправили під домашній арешт. 24 січня Галушкіна вдруге взяли під варту без права внесення застави.
Кандидат юридичних наук генерал-лейтенант у відставці Григорій Омельченко виконав юридичний розбір висунутих звинувачень і вказав на їхню юридичну безграмотність і можливі порушення Конституції та законів України. На його думку, було порушено конституційне право на презумпцію невинуватості (ст. 62 Конституції) і ст. 43-1 ККУ.
11 березня 2025 року Київський апеляційний суд залишив Галушкіна під вартою.
19 березня 2025 року Печерський районний суд міста Києва продовжив запобіжний захід для Юрія Галушкіна у вигляді тримання під вартою ще на 30 днів – до 22 квітня.

## Нагороди
- Орден Богдана Хмельницького І ступеня (4 грудня 2023) — за самовіддане служіння Українському народові, особисту мужність, виявлену у захисті державного суверенітету та територіальної цілісності України, зразкове виконання військового обов’язку[17];
- Орден Богдана Хмельницького ІІ ступеня (31 липня 2015) — за особисту мужність і високий професіоналізм, виявлені у захисті державного суверенітету та територіальної цілісності України, вірність військовій присязі[18];
- Орден Богдана Хмельницького ІІІ ступеня (21 жовтня 2014) — за особисту мужність і героїзм, виявлені у захисті державного суверенітету та територіальної цілісності України, вірність військовій присязі[19];
- Відзнака Президента України «За участь в антитерористичній операції»[20];
- медаль «10 років Збройним Силам України»;
- медаль «15 років Збройним Силам України»;
- медаль «За сумлінну службу» ІІ і І ступенів;
- медаль «Ветеран служби»;
- нагрудний знак «За досягнення у військовій службі» ІІ ступенів;
- нагрудний знак «Воїн-миротворець»;
- нагрудний знак «За військову доблесть».